# 1988年夏季残疾人奥林匹克运动会香港代表团
1988年夏季残疾人奥林匹克运动会香港代表团是香港派出的1988年夏季残疾人奥林匹克运动会代表团。获得2枚银牌和7枚铜牌。